# Armadillidium messenicum
Armadillidium messenicum är en kräftdjursart som beskrevs av Karl Wilhelm Verhoeff 1902. Armadillidium messenicum ingår i släktet Armadillidium och familjen klotgråsuggor. Inga underarter finns listade i Catalogue of Life.